# Trittico del Thronum Gratiae

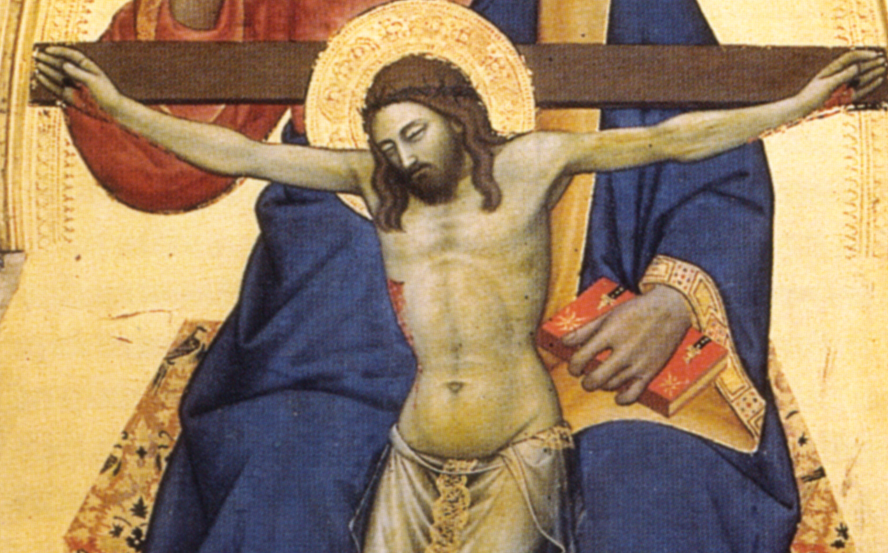
Dettaglio

Il Trittico del Thronus Gratiae è un dipinto a tempera e oro su tavola (295x212 cm) di Nardo di Cione, databile al 1365 e conservato nella Galleria dell'Accademia a Firenze.

## Storia
Il trittico venne dipinto per la cappella Ghiberti del monastero di Santa Maria degli Angeli a Firenze, situata nell'aula capitolare e dedicata a san Giovanni Evangelista. Il committente era Giovanni di Geri Ghiberti che destinò la somma necessaria nelle sue volontà testamentarie (1363), eseguite da suo fratello Michele, monaco nella stessa struttura. La cappella risultata completata nel 1365, col dipinto già sull'altare come conferma anche la data sull'iscrizione lungo la cornice inferiore.
A metà del XVII secolo, come testimonia il Sepoltuario del Rosselli, la tavola era ancora al suo posto, ma attorno al 1750 venne trasferito nella Cappella Della Stufa, intitolata a sant'Andrea; in quell'occasione il pannello di destra venne reinterpretato come relativo all'apostolo Andrea, sovrapponendo una nuova iscrizione a quella originaria, che è però ancora parzialmente visibile tutt'oggi. Richa citò la pala, ma confuse l'iscrizione con quella di una pala del 1372 che pure si trovava nella cappella Della Stufa e poi dispersa generando confusione negli studi successivi.
Con la soppressione napoleonica del monastero nel 1810 la pala arrivò alla Galleria dell'Accademia, per passare poi subito dopo al convento di San Marco. Da qui, nel 1813, tornò definitivamente alla sua collocazione odierna.
L'attribuzione ha visto varie ipotesi nel tempo: Colzi avanzò il nome di Giotto nel 1817 e nel 1847 venne schedata come opera di Lorenzo Monaco; Cavalcaselle parlò della scuola di Niccolò di Pietro Gerini e di suo figlio (presunto) Lorenzo di Niccolò. Solo all'inizio del Novecento cominciò a profilarsi l'attribuzione all'ambito dei fratelli Orcagna, con la prima attribuzione a Nardo del Sirén; nel corso del secolo si sono registrate oscillazioni tra Nardo e Andrea Orcagna e le rispettive botteghe, o anche entrambi (Vitzthum e Volbach).
Negli studi più recenti il nome di Nardo di Cione è divenuto preponderante (Boskovits, Kreytenberg e Tartuferi).

## Descrizione e stile
Il trittico mostra nel pannello centrale, di forma cuspidata, il Thronus Gratiae, cioè la rappresentazione della Trinità, con Dio Padre che benedice da dietro il Cristo crocifisso, mentre tra i due aleggia la colomba dello Spirito Santo. Ai lati si trovano i santi Romualdo e Giovanni evangelista. Nei medaglioni quadrilobati delle cuspidi si trovano due angeli con incensieri (ai lati) e l'agnello sacrificale al centro.
Le figure sono solenni e ieratiche, la forza plastica notevole, degna dello stile di Nardo, il più "espressivo" dei quattro fratelli.
L'opera è dotata anche di tre scomparti di predella: San Romualdo riceve l'apparizione di sant'Apollinare, San Romualdo rimproverato dall'eremita Marino e san Romualdo tormentato dai demoni e il Sogno di san Romualdo. La preminenza del santo fondatore ribadisce come la destinazione originale fosse un monastero camaldolese.